# Eberswang
Eberswang ist ein Gemeindeteil von Dollnstein im westlichen Teil des oberbayerischen Landkreises Eichstätt und im Naturpark Altmühltal. Der Name setzt sich zusammen aus dem Wort Eber, also ein männliches Schwein und dem althochdeutschen Wort Wang für „Feld, Wiese, Weide“.

## Lage
Das Kirchdorf liegt etwa drei Kilometer nördlich von Dollnstein auf der Jurahochfläche an der 1921 gebauten Staatsstraße 2047 zwischen Dollnstein und Schernfeld bzw. Schönau. Einen Kilometer östlich fließt die Altmühl in ihrem Tal.

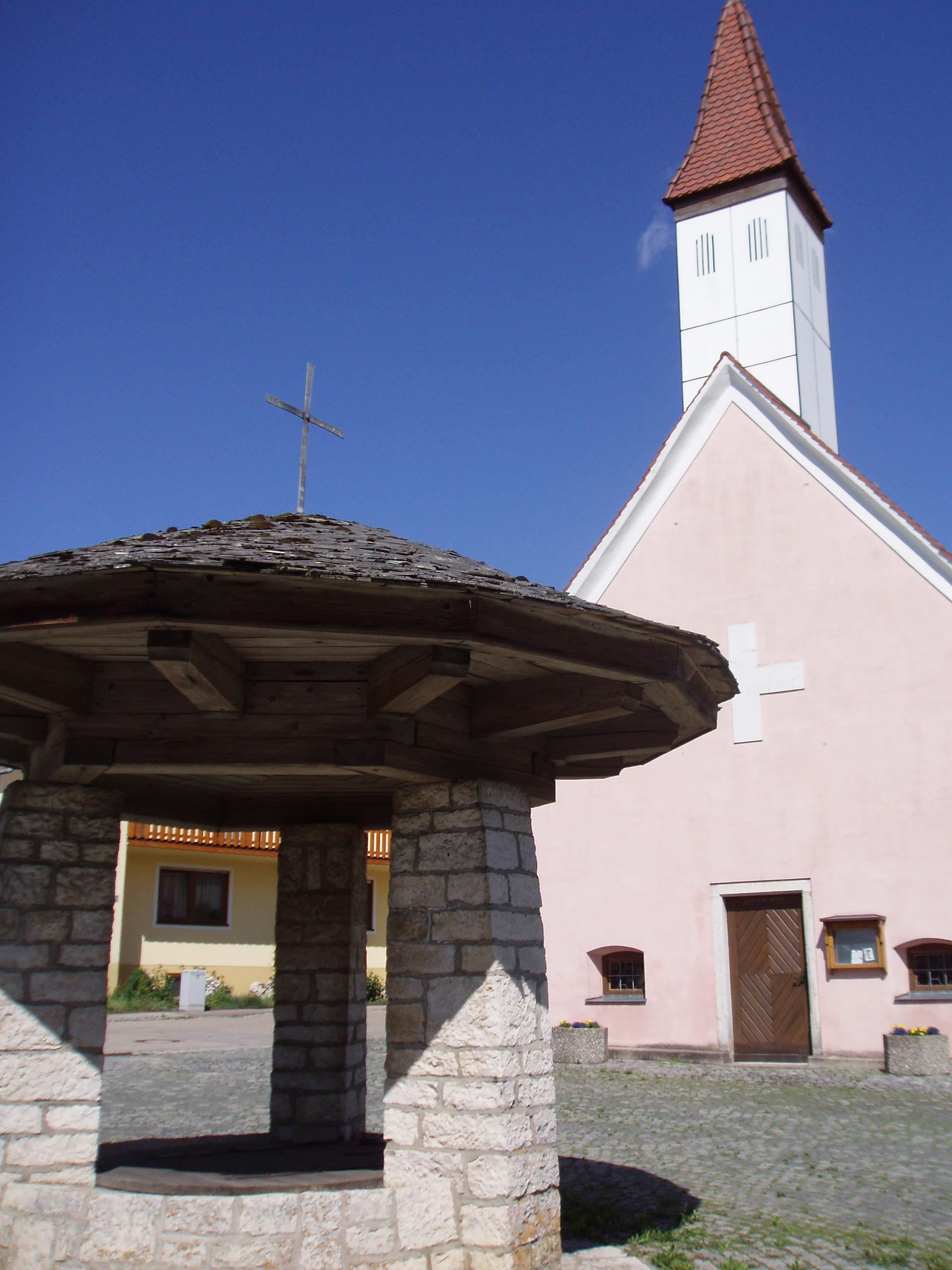
Kirche St. Sola mit Solabrunnen

## Geschichte
Eberswang gilt als karolingerzeitlicher Rodungsort, wird aber erst in der Mitte des 13. Jahrhunderts urkundlich erwähnt. In dieser Zeit hatte das Benediktinerkloster Wülzburg bei Weißenburg dort Besitzungen, ebenso noch 1540. Vom „Sulenprunnen“ (Solabrunnen) von Eberswang ist erstmals 1377 die Rede. Bei ihm, wo eine „Figur“ (Solas?) stand, wurde 1716 zu Ehren des Heiligen eine Kapelle erbaut, die 1920 abgebrochen wurde. 1949/50 wurde die Quelle des Solabrunnens, die der Legende nach der hl. Sola entspringen ließ, gefasst und überdacht.
Eberswang hat seinen dörflich-bäuerlichen Charakter bis heute bewahrt. Im Ort stehen noch einige Gebäude vom Typ Jurahaus. Von 1818 (zweites Gemeindeedikt) bis zur Gebietsreform 1972 war Eberswang zusammen mit Hagenacker eine selbstständige Gemeinde, seit 1. Januar 1972 ist es ein Ortsteil von Dollnstein. Von 1969 bis 1978 wurde in der 360 Hektar großen Ortsflur ein Flurbereinigungsverfahren und danach eine Dorferneuerung durchgeführt. 1987 wohnten die etwa 120 Einwohner in 35 Anwesen. Von Dollnstein aus führt ein Radwanderweg über Eberswang nach Schernfeld und weiter nach Titting ins Anlautertal.

## Kirche
Die katholische Filialkirche (von Dollnstein) mit Dachreiter über dem Westgiebel, war noch 1924 dem hl. Alban geweiht, heute ist der hl. Sola der Kirchenpatron. Erbaut wurde sie 1720, konsekriert am 2. Juni 1726. Von einer Vorgängerkirche, deren Inventar vom Jahr 1672 bekannt ist, wurden eventuell Mauern wiederverwendet. Der Dachreiter stammt vermutlich aus dem 19. Jahrhundert. Im Innern findet sich ein Barockaltar von 1720 mit Holzfiguren (Vespergruppe, die hl. Alban und Sola). Eine Marien-Holzplastik aus dem frühen 16. Jahrhundert stammt aus dem Kloster Marienstein. Der Maler des Kreuzwegs im Stil des Spätrokoko (um 1770) dürfte Chrysostomus Wink sein; auf der 10. Station ist wohl sein Selbstbildnis zu sehen. Rokokoarbeiten sind auch zwei Ölgemälde, die hl. Barbara und Leonhard in Halbfiguren zeigend. Ein Kruzifix stammt aus dem späten 15. Jahrhundert, ein anderes aus dem späten 17. Jahrhundert, wohl von Christian Handschuher. Die barocke Orgel, eine der ältesten Orgeln Süddeutschlands, ist eine „Fronleichnamsorgel“; sie wurde in Eichstätt bei der Fronleichnamsprozession mitgetragen. Zugeschrieben wird sie den Orgelbauern Johann Martin Baumeister oder Caspar König, die in Eichstätt beziehungsweise in Ingolstadt ihre Werkstätten hatten.
Die Katholiken von Eberswang werden heute vom Dollnsteiner Pfarrer seelsorgerlich betreut, die evangelischen Christen gehören zur evangelisch-lutherischen Kirchengemeinde Eichstätt.

## Denkmäler
Außer der Kirche stehen in Eberswang fünf weitere Objekte unter Denkmalschutz, siehe Liste der Baudenkmäler in Eberswang.